# 1987年の日本
1987年の日本（1987ねんのにほん）では、1987年（昭和62年）の日本の出来事・流行・世相などについてまとめる。

## 他の紀年法
日本では、西暦の他にも以下の紀年法を使用している。なお、以下の紀年法は西暦と月日が一致している。
- 元号
  - 昭和62年
- 神武天皇即位紀元
  - 皇紀2647年
- 干支
  - 丁卯（ひのと う）

## カレンダー
| 1月 |    |    |    |    |    |    |
| 日  | 月 | 火 | 水 | 木 | 金 | 土 |
|     |    |    |    | 1  | 2  | 3  |
| 4   | 5  | 6  | 7  | 8  | 9  | 10 |
| 11  | 12 | 13 | 14 | 15 | 16 | 17 |
| 18  | 19 | 20 | 21 | 22 | 23 | 24 |
| 25  | 26 | 27 | 28 | 29 | 30 | 31 |
|     |    |    |    |    |    |    |

| 2月 |    |    |    |    |    |    |
| 日  | 月 | 火 | 水 | 木 | 金 | 土 |
| 1   | 2  | 3  | 4  | 5  | 6  | 7  |
| 8   | 9  | 10 | 11 | 12 | 13 | 14 |
| 15  | 16 | 17 | 18 | 19 | 20 | 21 |
| 22  | 23 | 24 | 25 | 26 | 27 | 28 |
|     |    |    |    |    |    |    |

| 3月 |    |    |    |    |    |    |
| 日  | 月 | 火 | 水 | 木 | 金 | 土 |
| 1   | 2  | 3  | 4  | 5  | 6  | 7  |
| 8   | 9  | 10 | 11 | 12 | 13 | 14 |
| 15  | 16 | 17 | 18 | 19 | 20 | 21 |
| 22  | 23 | 24 | 25 | 26 | 27 | 28 |
| 29  | 30 | 31 |    |    |    |    |
|     |    |    |    |    |    |    |

| 4月 |    |    |    |    |    |    |
| 日  | 月 | 火 | 水 | 木 | 金 | 土 |
|     |    |    | 1  | 2  | 3  | 4  |
| 5   | 6  | 7  | 8  | 9  | 10 | 11 |
| 12  | 13 | 14 | 15 | 16 | 17 | 18 |
| 19  | 20 | 21 | 22 | 23 | 24 | 25 |
| 26  | 27 | 28 | 29 | 30 |    |    |
|     |    |    |    |    |    |    |

| 5月 |    |    |    |    |    |    |
| 日  | 月 | 火 | 水 | 木 | 金 | 土 |
|     |    |    |    |    | 1  | 2  |
| 3   | 4  | 5  | 6  | 7  | 8  | 9  |
| 10  | 11 | 12 | 13 | 14 | 15 | 16 |
| 17  | 18 | 19 | 20 | 21 | 22 | 23 |
| 24  | 25 | 26 | 27 | 28 | 29 | 30 |
| 31  |    |    |    |    |    |    |
|     |    |    |    |    |    |    |

| 6月 |    |    |    |    |    |    |
| 日  | 月 | 火 | 水 | 木 | 金 | 土 |
|     | 1  | 2  | 3  | 4  | 5  | 6  |
| 7   | 8  | 9  | 10 | 11 | 12 | 13 |
| 14  | 15 | 16 | 17 | 18 | 19 | 20 |
| 21  | 22 | 23 | 24 | 25 | 26 | 27 |
| 28  | 29 | 30 |    |    |    |    |
|     |    |    |    |    |    |    |

| 7月 |    |    |    |    |    |    |
| 日  | 月 | 火 | 水 | 木 | 金 | 土 |
|     |    |    | 1  | 2  | 3  | 4  |
| 5   | 6  | 7  | 8  | 9  | 10 | 11 |
| 12  | 13 | 14 | 15 | 16 | 17 | 18 |
| 19  | 20 | 21 | 22 | 23 | 24 | 25 |
| 26  | 27 | 28 | 29 | 30 | 31 |    |
|     |    |    |    |    |    |    |

| 8月 |    |    |    |    |    |    |
| 日  | 月 | 火 | 水 | 木 | 金 | 土 |
|     |    |    |    |    |    | 1  |
| 2   | 3  | 4  | 5  | 6  | 7  | 8  |
| 9   | 10 | 11 | 12 | 13 | 14 | 15 |
| 16  | 17 | 18 | 19 | 20 | 21 | 22 |
| 23  | 24 | 25 | 26 | 27 | 28 | 29 |
| 30  | 31 |    |    |    |    |    |
|     |    |    |    |    |    |    |

| 9月 |    |    |    |    |    |    |
| 日  | 月 | 火 | 水 | 木 | 金 | 土 |
|     |    | 1  | 2  | 3  | 4  | 5  |
| 6   | 7  | 8  | 9  | 10 | 11 | 12 |
| 13  | 14 | 15 | 16 | 17 | 18 | 19 |
| 20  | 21 | 22 | 23 | 24 | 25 | 26 |
| 27  | 28 | 29 | 30 |    |    |    |
|     |    |    |    |    |    |    |

| 10月 |    |    |    |    |    |    |
| 日   | 月 | 火 | 水 | 木 | 金 | 土 |
|      |    |    |    | 1  | 2  | 3  |
| 4    | 5  | 6  | 7  | 8  | 9  | 10 |
| 11   | 12 | 13 | 14 | 15 | 16 | 17 |
| 18   | 19 | 20 | 21 | 22 | 23 | 24 |
| 25   | 26 | 27 | 28 | 29 | 30 | 31 |
|      |    |    |    |    |    |    |

| 11月 |    |    |    |    |    |    |
| 日   | 月 | 火 | 水 | 木 | 金 | 土 |
| 1    | 2  | 3  | 4  | 5  | 6  | 7  |
| 8    | 9  | 10 | 11 | 12 | 13 | 14 |
| 15   | 16 | 17 | 18 | 19 | 20 | 21 |
| 22   | 23 | 24 | 25 | 26 | 27 | 28 |
| 29   | 30 |    |    |    |    |    |
|      |    |    |    |    |    |    |

| 12月 |    |    |    |    |    |    |
| 日   | 月 | 火 | 水 | 木 | 金 | 土 |
|      |    | 1  | 2  | 3  | 4  | 5  |
| 6    | 7  | 8  | 9  | 10 | 11 | 12 |
| 13   | 14 | 15 | 16 | 17 | 18 | 19 |
| 20   | 21 | 22 | 23 | 24 | 25 | 26 |
| 27   | 28 | 29 | 30 | 31 |    |    |
|      |    |    |    |    |    |    |

## 在職者
- 天皇: 裕仁
- 内閣総理大臣: 中曽根康弘（自由民主党）、11月6日より竹下登（自由民主党）
- 内閣官房長官: 後藤田正晴（自由民主党）、11月6日より小渕恵三（自由民主党）
- 最高裁判所長官: 矢口洪一
- 衆議院議長: 原健三郎（自由民主党）
- 参議院議長: 藤田正明（自由民主党）
- 国会: 
  - 第108回 (常会, 1986年（昭和61年）12月29日-1987年5月27日)
  - 第109回 (臨時会, 7月6日-9月19日)
  - 第110回 (臨時会, 11月6日-11日)
  - 第111回 (臨時会, 11月27日-12月12日)
  - 第112回 (常会, 12月28日-1988年（昭和63年）5月25日)

## 世相
- NTTが携帯電話（ハンディタイプ・アナログ方式）サービス開始。
- 俵万智の詩集『サラダ記念日』が大ヒット、サラダ記念日現象が起きる。
- アサヒスーパードライ（アサヒビール）、エビアン（カルピス）がヒット、ロングセラーとなる。
- 麻原彰晃がオウム真理教を設立（オウム神仙の会から改称後、ニューヨークに支部を設立して世界展開に乗り出す）。
- この年の出生数は134万6658人と、丙午である1966年の出生数136万974人を初めて割り込んで戦後最低（当時）となった。
- この年、日本で最初の宅配ボックス1号機がフルタイムシステムから発売される。

### 1987年の流行語
新語・流行語大賞の新語部門は「マルサ」、流行語部門は「懲りない○○」（安部譲二）が金賞を受賞した（その他の受賞語は後節「#流行語」も参照）。

## できごと

### 1月

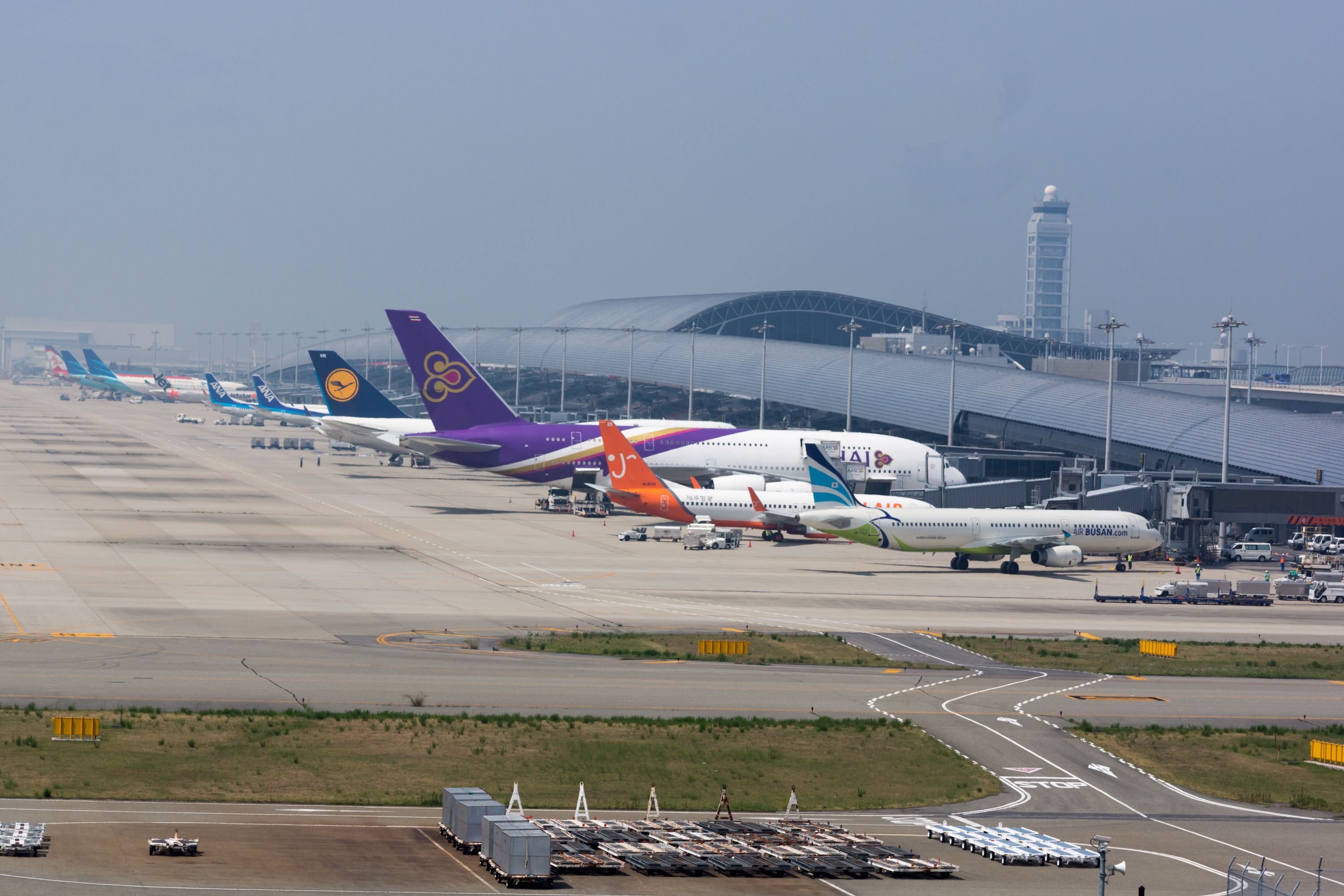
関西国際空港（1月27日着工）

- 1月9日 - 宮之城線がこの日限りで廃止。
- 1月13日 - 日産自動車がコンパクトカー「Be-1」を発売。
- 1月17日 - 日本初の女性エイズ患者を神戸市内で確認（同女性は確認3日後に死亡）。日本初の女性患者であるとともに異性間交渉によるエイズ患者でもあり、100人以上の男性と性交渉していたことが明らかになったことから同市を中心に「エイズ・パニック」が広がる[書籍 1][1]。
- 1月21日 - 『巨人の星』、『あしたのジョー』などで知られる、漫画原作者の梶原一騎が死去。
- 1月27日 - 関西国際空港着工[書籍 2]。
- 1月31日 - 東京市場駅がこの日限りで廃止。

### 2月
- 2月1日 - 愛国駅と幸福駅があることで知られた広尾線がこの日限りで廃止[書籍 2]。
- 2月2日 - ピジョンが赤ちゃん専用の電子体温計「チビオン」を発売。
- 2月9日 - NTT株が上場[書籍 3]。財テクブーム。
- 2月10日 - 厚生省はエイズ予防で血友病患者に特例措置決める。
- 2月23日 - 公定歩合が2.5%と当時としては戦後最低に。

### 3月

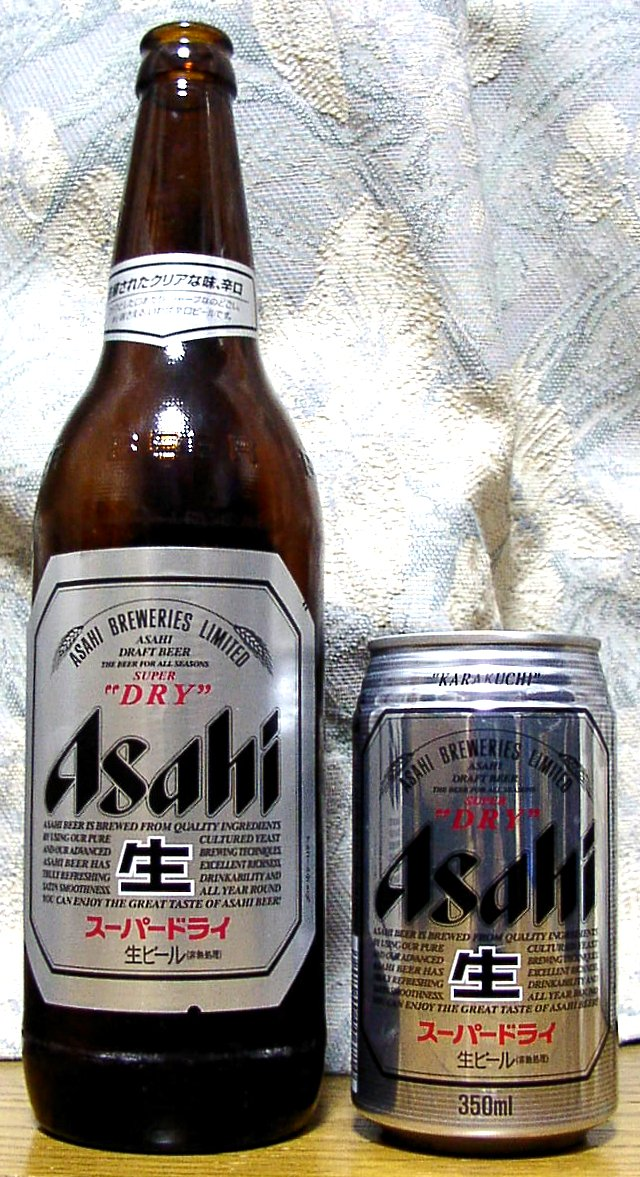
アサヒスーパードライ（3月17日発売）

- 3月2日 - キヤノンが「EOS650」を発売。同じ日には旭光学工業が「ペンタックスSFX」を発売。
- 3月3日
  - 日立製作所が全自動洗濯機「静御前」を発売。
  - 武田薬品工業が「アリナミンV-DRINK」を発売。アリナミンシリーズでは初の栄養ドリンク。
- 3月5日 - 岩手靖国訴訟で、盛岡地裁は住民の訴えを退け、内閣総理大臣の靖国公式参拝を合憲とする判決。
- 3月9日 - トヨタ自動車や東京電力などの出資で日本移動通信（IDO）設立（現在のKDDIの前身）。
- 3月13日
  - 中国残留孤児の定期訪日調査終了。
  - 大隅線がこの日限りで廃止。
- 3月14日 - 日本の南極商業捕鯨終了[書籍 4]。
- 3月15日
  - 二俣線が第三セクター鉄道の天竜浜名湖鉄道に転換され天竜浜名湖鉄道天竜浜名湖線となる。
  - 瀬棚線がこの日限りで廃止。
- 3月17日 - 朝日麦酒が日本初のドライビール「アサヒスーパードライ」を発売。
- 3月18日
  - 神戸市営地下鉄西神・山手線の学園都市駅 - 西神中央駅間が開業し全通[書籍 4]。
  - 舞鶴若狭自動車道の丹南篠山口IC - 福知山IC間が開通（舞鶴若狭自動車道では最初の開通区間）。
- 3月19日 - 湧網線がこの日限りで廃止。
- 3月21日 - 中曽根内閣が第1次政権以来1576日に達し、池田内閣を抜き佐藤内閣・吉田内閣に次ぐ当時戦後3位の長期政権となる。
- 3月22日 - 士幌線がこの日限りで廃止。
- 3月23日
  - 予讃線高松駅 - 坂出駅・多度津駅 - 観音寺駅間、土讃線多度津駅 - 琴平駅間が電化（四国の国鉄路線では初の電化）。
  - 任天堂のファミリーコンピュータが国内出荷累計1,000万台を突破[書籍 5]。
- 3月26日 - 第59回選抜高等学校野球大会が開幕。
- 3月27日
  - 伊勢線が第三セクター鉄道の伊勢鉄道に転換される。
  - 佐賀線・志布志線がこの日限りで廃止。
- 3月28日 - シャープがパーソナルワークステーション「X68000」を発売。
- 3月29日 - 羽幌線がこの日限りで廃止。
- 3月30日 - 安田火災がゴッホの「ひまわり」を53億円で落札する[書籍 6][書籍 5]。
- 3月31日
  - 三井物産マニラ支店長誘拐事件の被害者がフィリピン・ケソンで誘拐から137日ぶりに釈放される[書籍 7]。
  - 吉本興業の劇場・なんば花月（大阪市南区。現中央区）が閉館、4月から近隣に新築したなんばグランド花月にその役割を譲る。
  - 日本国有鉄道（国鉄）がこの日限りで鉄道事業を終了。日本の国有鉄道が115年の歴史に幕を下ろす。国鉄からJR（本州3社・北海道・四国・九州の各1社と貨物は全国規模）へ分割・民営化された。当日は各TV局が国鉄最終日の様子を放送していた。
  - 筑波鉄道がこの日限りで廃止。

### 4月
- 4月1日

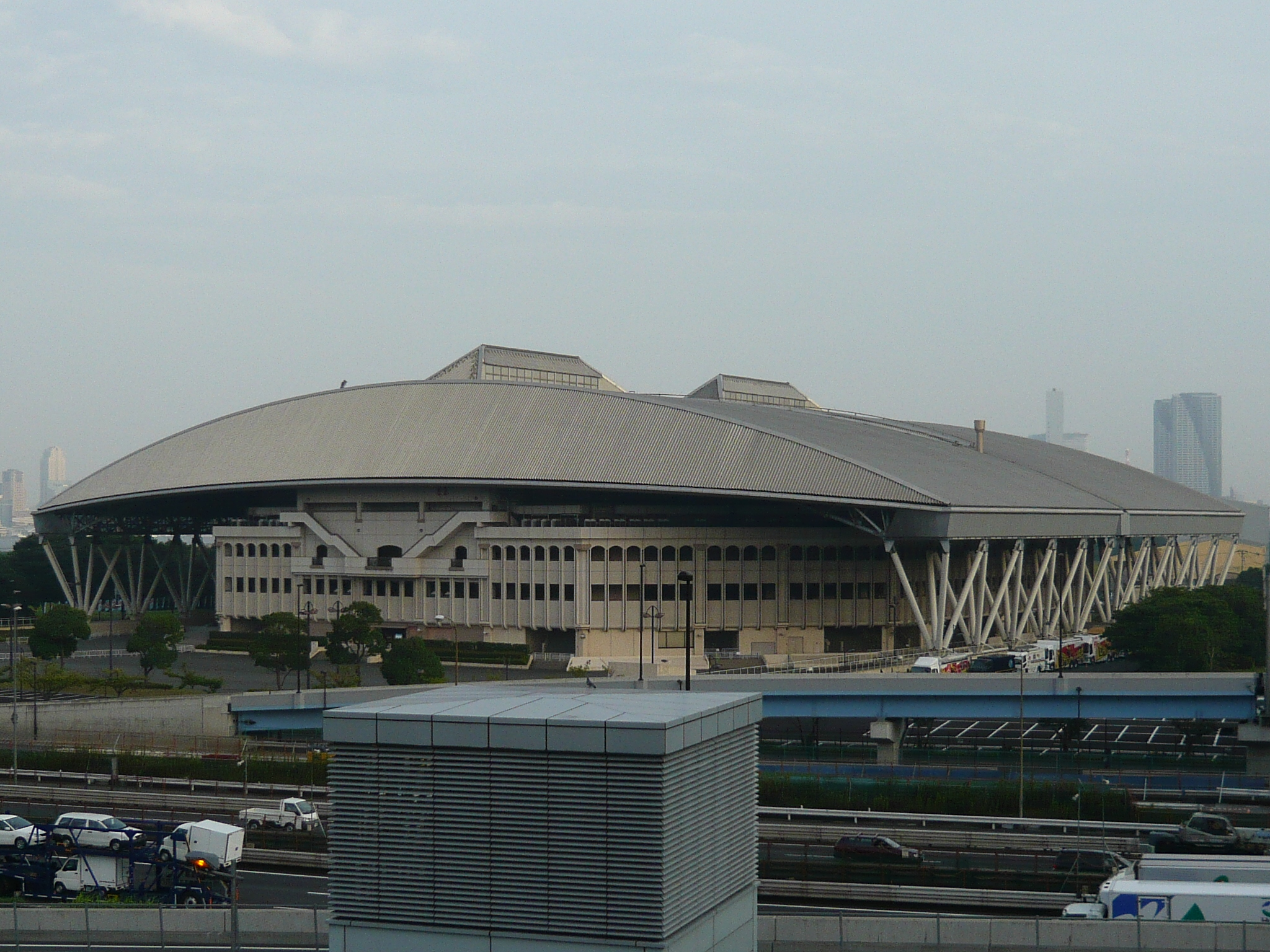
有明コロシアム（4月4日完成）

  - 国鉄が分割・民営化され、JRグループ7社（北海道・東日本・東海・西日本・四国・九州・貨物）が発足[書籍 3][書籍 5]。
- 4月4日
  - 有明コロシアムが完成[書籍 5]。
  - 第59回選抜高等学校野球大会の決勝戦が阪神甲子園球場で行われ、PL学園が関東一を7-1で破り1982年（第54回）以来5年ぶり3回目の優勝。
- 4月6日 - 読売テレビ、人気テレビアニメ『シティーハンター』が放送開始。
- 4月12日 - 中嶋悟が日本人初のフルタイムF1ドライバーとしてF1開幕戦でデビューする。
- 4月18日 - 大阪市営地下鉄御堂筋線の我孫子駅 - 中百舌鳥駅間が延伸開業し全通。
- 4月19日 - 日比谷野外音楽堂で行われたロックバンドラフィン・ノーズのコンサートに詰め掛けた観客の雑踏事故が発生、3人死亡、26人重軽傷[書籍 8]。
- 4月21日
  - 花王が日本初のコンパクト洗剤「アタック」を発売。洗剤コンパクト化のきっかけとなる。
  - 三菱電機が掃除機「ダニパンチシリーズ」を発売。
- 4月29日 - 手取川橋梁の岩盤の風化のため1984年12月12日から休止されていた北陸鉄道金名線が正式に廃止。

### 5月
- 5月3日 - 朝日新聞社阪神支局（兵庫県西宮市）に覆面男侵入、散弾銃2発を発射、記者2人死傷（赤報隊事件）[書籍 6][書籍 9]。
- 5月10日 - 帝銀事件の平沢貞通死刑囚が八王子医療刑務所で死亡[書籍 10]。
- 5月23日 - この日新潟県柏崎市の佐藤池球場で行われた南海ホークス対ロッテオリオンズの試合でサスペンデッドゲームが宣告される。これが日本プロ野球最後のサスペンデッドゲームとなった。再開試合は7月8日に平和台球場で開催された。
- 5月24日
  - 横浜市営地下鉄（現・横浜市営地下鉄ブルーライン）の舞岡駅 - 戸塚駅（仮設）間が開業。
  - 京阪電気鉄道京阪本線の七条駅 - 三条駅間が地下化される。
- 5月25日 - 森高千里が「NEW SEASON」で歌手デビュー。

### 6月
- 6月1日
  - 日経平均株価2万5000円台に。
  - テレビ朝日、人気のミニ番組『世界の車窓から』放送開始。
- 6月6日 - 東京都東村山市の老人ホーム松寿園で火災、寝たきり老人ら17人焼死[書籍 11]。
- 6月10日 - ビートたけしとたけし軍団が1986年12月9日に起こしたフライデー襲撃事件の判決が下りる[書籍 11]。
- 6月12日 - 郷ひろみと二谷友里恵が結婚[書籍 12]。
- 6月13日 - 広島の衣笠祥雄選手が連続試合出場2131の世界新記録を樹立[書籍 6][書籍 11]。同月15日、国民栄誉賞授与が決定。
- 6月26日 - 日本の外貨準備高が西ドイツ抜き世界一へ[書籍 13]。

### 7月
- 7月1日 - 東京都の1年間の地価上昇は85.7%。銀座などで1坪1億円を突破するところも。
- 7月4日 - NHK衛星放送テレビが日本初の24時間放送を開始[書籍 14]。
- 7月12日 - 幌内線がこの日限りで廃止。
- 7月13日 - 信楽線が第三セクター鉄道の信楽高原鐵道に転換される。
- 7月15日 - 東北地方初の地下鉄、仙台市地下鉄南北線開業（八乙女 - 富沢間）[書籍 15]。
- 7月16日 - 会津線が第三セクター鉄道の会津鉄道に転換される。
- 7月17日 -俳優石原裕次郎が死去
- 7月18日 - フジテレビ系列で『FNSスーパースペシャル 一億人のテレビ夢列島』が翌19日まで生放送される。以降、『FNSの日』として30年以上続く長寿番組に。
- 7月19日 - 名古屋市総合体育館が完成（帝人名古屋工場跡）。
- 7月21日 - 三菱石炭鉱業大夕張鉄道線がこの日限りで廃止。
- 7月23日 - 首都圏一都五県約280万世帯で停電が発生。原因は猛暑による電力供給不足[書籍 15]。約1兆8000億円の経済損失。
- 7月25日 - 岩日線が第三セクター鉄道の錦川鉄道に転換され錦川鉄道錦川清流線となる。
- 7月29日 - ロッキード事件丸紅ルート公判で、東京高等裁判所が田中角栄元内閣総理大臣に対する一審の実刑判決を支持、控訴を棄却[書籍 3][書籍 16]。
- 7月31日 - 釧路湿原が28番目の国立公園に指定される[書籍 17]。

### 8月
- 8月7日 - 臨教審最終答申で国歌・国旗尊重提唱[書籍 6]。
- 8月8日 - 第69回全国高等学校野球選手権大会が阪神甲子園球場で開幕。
- 8月19日 - 外務省、急増するジャパゆきさん対策として日比協議機関の設置を決定[書籍 18]。
- 8月21日 - 第69回全国高等学校野球選手権大会の決勝戦が行われ、大阪府代表のPL学園が茨城県代表の常総学院に5-2で勝利し、1985年（第67回）以来2年ぶりの優勝、史上4校目の春夏連覇を達成。
- 8月25日 - 営団有楽町線の和光市駅 - 営団成増駅間が開業。
- 8月29日 - 東京都全域を土地取引監視区域に。
- 8月31日 - フジテレビ系列の帯バラエティ番組『夕やけニャンニャン』が同日の生放送を以て放送終了し、2年半の歴史に幕を下ろす。

### 9月
- 9月4日 - 第二電電が営業開始[書籍 19]。
- 9月7日 - 新国劇が解散[書籍 6][書籍 20]。
- 9月9日 - 東北自動車道が全線開通[書籍 21]。
- 9月12日 - マイケル・ジャクソンが後楽園球場で来日コンサート[書籍 20]。
- 9月14日 - 功明ちゃん誘拐殺人事件[書籍 21]: 群馬県高崎市筑縄町の男児（当時5歳：幼稚園児）が自宅近くの「地神社」に出掛けたまま行方不明になり、同日夜から男児の家に身代金2,000万円を要求する電話、および男児の「これから帰るよ」との電話がかかる[2]。9月16日、同市鼻高町の寺沢川（碓氷川支流）に架かる「入の谷津橋」下で男児の遺体が発見される[2]。群馬県警察は殺人・身代金目的誘拐などの容疑で捜査を行ったが、電話の逆探知による発信元の特定に失敗したことや有力な目撃情報に乏しかったことなどから捜査は難航、未解決のまま事件から15年後の2002年（平成14年）9月14日に殺人罪の公訴時効が成立した[3]。戦後日本で発生した身代金目的誘拐殺人事件が未解決のまま公訴時効を迎えた史上初の事件である[3]。
- 9月20日 - おニャン子クラブが解散。
- 9月21日 - 近畿日本鉄道東大阪線（現・けいはんな線）生駒トンネル内で火災、乗客1人死亡。
- 9月22日 - 昭和天皇、腸通過障害のため宮内庁病院で手術[書籍 3]。初の沖縄訪問が中止になった。10月7日に退院。
- 9月23日 - 夏季国体開催中の沖縄で金環食を観測[書籍 22]。
- 9月24日 - 赤報隊事件: 朝日新聞名古屋本社の社員寮（名古屋市東区）に銃弾が撃ち込まれる事件が発生[書籍 23]。
- 9月28日 - 杉並区人質事件: 暴力団組員が不動産会社宅に押し入り篭城。人質女性を射殺し、警官1人を負傷させる[書籍 23]。

### 10月
- 10月1日
  - 日本楽器製造、ヤマハに社名変更。同じ日には小西六写真工業がコニカに社名変更。
  - 小林製薬、CI導入。
  - 兵庫県神戸市にUCCコーヒー博物館が開業。
- 10月4日 - TBS系列の報道情報番組『関口宏のサンデーモーニング』放送開始。
- 10月9日 - 巨人、4年ぶりセ・リーグ優勝。
- 10月12日 - 利根川進マサチューセッツ工科大学教授がノーベル生理学・医学賞を受賞[書籍 6][書籍 24]。
- 10月13日 - 後楽園球場のパ・リーグ最後の公式戦、日本ハム-近鉄戦が行われる（10月18日にはセ・リーグ最後の公式戦、巨人-広島戦も行われた）。
- 10月14日 - 若桜線が第三セクター鉄道の若桜鉄道に転換。
- 10月26日 - 沖縄秋季国体会場で知花昌一により日の丸焼き捨て事件発生[書籍 25]。
- 10月29日 - 三菱銀行3億円強盗事件でフランス人2人を被疑者として国際手配[書籍 26]。
- 10月30日 - 日本電気ホームエレクトロニクス（NEC）が家庭用ゲーム機「PCエンジン」を発売。

### 11月
- 11月1日 - 鈴鹿サーキットでF1日本グランプリが初開催される（日本では10年ぶりの開催）[書籍 25]。
- 11月6日 - 竹下内閣発足[書籍 3][書籍 27]。
- 11月8日
  - この年限りで閉鎖・解体が決まった後楽園球場のさよならイベント「さよなら後楽園球場」が開催される。
  - 全米女子プロゴルフ選手権で岡本綾子が日本人初の外国人賞金王となる[書籍 28]。
- 11月9日 - 後楽園球場の解体工事始まる[書籍 27]。
- 11月10日 - 円高ドル安不安で日経平均株価2万1000円台に暴落。
- 11月12日 - 巨人の江川卓が現役引退。
- 11月17日 - 野村証券が初の利益日本一。
- 11月18日 - 日本航空株式会社法が廃止され、日本航空が完全民営化[書籍 29]。
- 11月20日 - 全日本民間労働組合連合会結成[書籍 6][書籍 29]。
- 11月21日
  - 日本赤軍のメンバーである丸岡修容疑者逮捕[書籍 29]。
  - 西武百貨店渋谷店隣にロフト1号店が開業。
- 11月26日 - 竹下登首相は新型間接税導入を翌年秋に実現することを決意。
- 11月30日 - 茨城県筑波郡谷田部町・大穂町・豊里町、新治郡桜村の3町1村が合併し、つくば市が発足。

### 12月
- 12月17日
  - 千葉県東方沖地震（M6.7）、死者2名[書籍 30]。
  - カプコンがファミコンソフト、「ロックマン」(シリーズ第1作)発売。
- 12月18日 - スクウェアがファミコンソフト、「ファイナルファンタジー」(シリーズ第1作)発売。
- 12月22日 - 尾崎豊が覚醒剤所持で逮捕される。
- 12月23日 - 小田急ロマンスカー「HiSE」就役。
- 12月24日 - ロックバンドBOØWY、渋谷公会堂にて解散宣言。
- 12月25日 - 近藤真彦母親遺骨盗難事件が発生。現在も遺骨は発見されてない。
- 12月31日
  - 東京円相場1ドル121円台を記録
  - 立浪親方と衝突して部屋から失踪していた横綱双羽黒が廃業[書籍 31]。

### 日付不詳
- 大倉酒造株式会社が月桂冠株式会社に社名変更。

## 天候・天災・観測等
- 強い寒波の流れ込みは何度もあったが、東日本と西日本は暖冬だった。また低気圧の日本の南海上を度々、通過したため東日本を中心に何度も積雪した。
- 夏は東日本で猛暑。その他の地域では平年並みの気温で推移したが、8月は北日本で低温となるなど、気温の変動が大きかった。この冬から現在まで暖冬年が頻発している。
- 7月23日 - 東京で最高気温35.9℃を観測。首都圏では連日の猛暑で電力不足となり、東京大停電が発生した。
- 8月31日 - 台風12号が日本海を北上。日本海側で記録的な暴風が吹き荒れた。
- 10月17日 - 台風19号が四国上陸。

## 文化と芸術

### 流行
- 美術
  - 安田海上火災（現：損害保険ジャパン日本興亜）がゴッホの「ひまわり」を高額で落札した事を皮切りに円高を背景にした外国の有名絵画の購入ブームが始まる。

#### 流行語
- 新語・流行語大賞
  - 新語部門
    - 金賞:「マルサ」
    - 銀賞:「JR」
    - 銅賞:「第二電電」
    - 表現賞:『サラダ記念日』（俵万智）、「朝シャン」、「ノリサメ」（高田純次、兵藤ゆき）

  - 流行語部門
    - 金賞:「懲りない○○」（安部譲二）
    - 銀賞:「なんぎやなぁ」（日本テレビ『ズームイン!!朝!』、辛坊治郎、森たけし）
    - 銅賞:「ゴクミ」（後藤久美子）
    - 大衆賞:『マンガ日本経済入門』（石ノ森章太郎）、「ワンフィンガー ツーフィンガー」、「サンキューセット」

  - 特別部門
    - 特別功労賞:「国際国家」（元首相・中曽根康弘）
    - 特別賞:「鉄人」（広島東洋カープ選手・衣笠祥雄）

### 出版
ベストセラー
- 俵万智『サラダ記念日』
- 村上春樹『ノルウェイの森』
- 安部譲二『塀の中の懲りない面々』
- 石ノ森章太郎『マンガ日本経済入門』
- 宮本輝『優駿』

#### 文学
- 芥川賞
  - 第97回（1987年上半期） - 村田喜代子 『鍋の中』
  - 第98回（1987年下半期） - 池澤夏樹 『スティル・ライフ』、三浦清宏 『長男の出家』
- 直木賞
  - 第97回（1987年上半期） - 白石一郎『海狼伝』、山田詠美『ソウル・ミュージック・ラバーズ・オンリー』
  - 第98回（1987年下半期） - 阿部牧郎『それぞれの終楽章』

### 音楽

#### ヒット曲
- 近藤真彦「愚か者」「さすらい」「泣いてみりゃいいじゃん」
- 中森明菜「TANGO NOIR」「BLONDE」「難破船」
- 長渕剛「ろくなもんじゃねえ」「泣いてチンピラ」
- 徳永英明「輝きながら…」
- 瀬川瑛子「命くれない」
- 吉幾三「雪國」
- BOØWY「Marionette」
- 小泉今日子「木枯しに抱かれて」「SMILE AGAIN」「水のルージュ」「キスを止めないで」
- 光GENJI「STAR LIGHT」「ガラスの十代」
- 五木ひろし「追憶」
- 尾形大作「無錫旅情」
- とんねるず「迷惑でしょうが…」「嵐のマッチョマン」「大きなお世話サマー」「おらおら」
- 1986オメガトライブ「Miss Lonely Eyes」「Stay Girl Stay Pure」
- 桑田佳祐「悲しい気持ち (Just a man in love)」
- 少年隊「バラードのように眠れ」「stripe blue」「君だけに」「ABC」
- TUBE「SUMMER DREAM」「Dance With You」
- 久保田利伸「Cry On Your Smile」
- TM NETWORK「Self Control」「Get Wild」「KISS YOU」
- 荻野目洋子「湾岸太陽族」「さよならの果実たち」
- 南野陽子「楽園のDoor」「話しかけたかった」「パンドラの恋人」「はいからさんが通る」「秋のIndication」
- 中山美穂「WAKU WAKUさせて」「派手!!!」「50/50」「CATCH ME」
- 工藤静香「禁断のテレパシー」
- BaBe「Give Me Up」「I Don't Know!」
- 森川由加里「SHOW ME」
- 杉山清貴「水の中のAnswer」「SHADE〜夏の翳り〜」
- THE ALFEE「サファイアの瞳」「君が通り過ぎたあとに -Don't Pass Me By-」「白夜 -byaku-ya-」
- 安全地帯「じれったい」「好きさ」
- 小比類巻かほる「Hold On Me」
- 今井美樹「野性の風」
- 渡辺満里奈「ホワイトラビットからのメッセージ」「マリーナの夏」
- 渡辺美奈代「TOO ADULT」「PINKのCHAO」「アマリリス」
- 長山洋子「ヴィーナス」
- 菊池桃子「アイドルを探せ」
- チェッカーズ「I Love you, SAYONARA」「WANDERER」「Blue Rain」
- 本田美奈子「Oneway Generation」
- 柴田恭兵「ランニング・ショット」
- 斉藤由貴「「さよなら」」「砂の城」
- 浅香唯「虹のDreamer」
- 風間三姉妹「Remember」
- 坂本冬美「あばれ太鼓」
- 日野美歌・葵司朗「男と女のラブゲーム」
- 大月みやこ「女の駅」
- 石川さゆり「夫婦善哉」
- 鈴木聖美withラッツ&スター「ロンリー・チャップリン」
- 松田聖子「Strawberry Time」「Pearl-White Eve」
- 渡哲也・いしだあゆみ「わかれ道」
- 高橋良明「天使の反乱」
- ジャッキー・リン&パラビオン「Strangers Dream」
- 渡辺美里「悲しいね」
- THE BLUE HEARTS「リンダリンダ」
- 尾崎豊「核」
- 美空ひばり「みだれ髪」
- 石原裕次郎「北の旅人」「わが人生に悔いなし」

#### 来日した海外シンガー
- 6月8日 - ビリー・ジョエル
- 6月11日 - マドンナ
- 9月12日 - マイケル・ジャクソン

### 演劇
歌舞伎
宝塚歌劇団

### 映画
| - マルサの女 - スケバン刑事 - 二十四の瞳 | - ハチ公物語 - ゆきゆきて、神軍 - 竹取物語 - 私をスキーに連れてって - あぶない刑事 |

### テレビ
- ドラマ
  - NHK大河ドラマ『独眼竜政宗』（NHK大河ドラマ）
  - NHK朝の連続テレビ小説
    - 『チョッちゃん』
    - 『はっさい先生』

  - 『ジャングル』（日本テレビ系）
  - 『アナウンサーぷっつん物語』（フジテレビ系月9、6年半ぶりの作品）
  - 『おんなは一生懸命』（TBS系月9第1作、1989年まで放送）
- 報道・情報
  - 『午後は○○おもいッきりテレビ』（日本テレビ系）
  - 『関口宏のサンデーモーニング』（TBS系）
  - 『朝まで生テレビ!』（テレビ朝日系）
- スポーツ
  - 日本テレビが新春の箱根駅伝の全国ネットでのテレビ中継を開始（テレビ東京から移行）[Web 1]。
- バラエティなど諸分野
  - フジテレビ系にて「FNSの日」開始（以後、毎年夏の恒例に）。
  - 『ねるとん紅鯨団』（関西テレビ・フジテレビ系）
  - 『志村けんのだいじょうぶだぁ』（フジテレビ系）

#### 特撮
- 『光戦隊マスクマン』（テレビ朝日系）
- 『超人機メタルダー』（テレビ朝日系）
- 『仮面ライダーBLACK』（毎日放送・TBS系）
- 『おもいっきり探偵団 覇悪怒組』（フジテレビ系）

#### コマーシャル
| キャッチフレーズなど                          | 商品名など             | メーカーなど     | 出演者                                     | 音楽                           |
| --------------------------------------------- | ---------------------- | ---------------- | ------------------------------------------ | ------------------------------ |
| 音が進化した。人はどうですか？                | ウォークマン（WM-501） | ソニー           | ニホンザルのチョロ松                       | 梅垣達志・田代KOKO・秋田新一郎 |
| さわやかテイスティ I feel Coke                | コカ・コーラ           | 日本コカ・コーラ | 松本孝美ほか                               | 楠瀬誠志郎                     |
| コーヒー色の夏太郎                            | UCCコーヒー            | UCC上島珈琲      | 鷲尾いさ子                                 | 田中昌之                       |
| 白鳥麗子です                                  | 三井のリハウス         | 三井不動産       | 宮沢りえ・麻生とも子・藤森孝太郎           | 南部昌江                       |
| もうすぐ、もうすぐ、こんにちは。              | JR東海誕生告知         | JR東海           | ひな鳥のアニメ                             | -                              |
| 自然は馬鹿力がある。                          | アリナミンA25          | 武田薬品         | 村上弘明                                   | 樋口康雄                       |
| いいですね、元気!                             | アスパラエース         | 田辺製薬         | 長嶋茂雄                                   | －                             |
| 僕にもマキロンくださーい!                     | マキロン               | 山之内製薬       | 吉村禎章（当時巨人外野手）                 | －                             |
| 僕らの髪は、多感です。                        | BIG TIME               | カネボウ化粧品   | 吉村禎章                                   | －                             |
| 輝きながら…                                   | フジカラーSUPER HR     | 富士写真フイルム | 川合俊一（当時バレーボール選手）・南野陽子 | 徳永英明                       |
| お爺ちゃん、また死んだふり（→寝たふり）してる | 金鳥ゴン               | 大日本除虫菊     | ちあきなおみ・中村嘉葎雄ほか               | －                             |
| しば漬け食べたい!                             | つけもの百選しば漬け   | フジッコ         | 山口美江、山下亜美（ナレーション）         | －                             |
| いくらどんなにせつない夜も……                  | ホームラン軒           | ベルフーズ       | 岩本千春・鈴木武                           | －                             |
| 鉄棒するネコを見たら思い出して下さい          | フリーダイヤル         | NTT              | 白猫パイマオ（当時上海雑技団所属）         | ドビュッシー、高橋千佳子       |
| ワンフィンガーで飲むもよし                    | オールドウイスキー     | サントリー       | 村松友視                                   | 市川秀男                       |
| ナショナルよっ!                               | ナショナル乾電池       | 松下電器         | 小錦八十吉（当時大関）                     | －                             |
| 飲むほどにDRY、辛口・生。                     | アサヒスーパードライ   | アサヒビール     | 落合信彦                                   | -                              |

### アニメ
アニメーション映画
- 3月14日 - 『王立宇宙軍 オネアミスの翼』（監督：山賀博之）
- 3月14日 - ドラえもん のび太と竜の騎士（監督：芝山努）

テレビアニメ
- 1月11日 - 『愛の若草物語』放映開始。
- 1月18日 - 『新メイプルタウン物語 パームタウン編』放映開始。
- 2月7日 - 『機甲戦記ドラグナー』放映開始。
- 3月13日 - 『北斗の拳2』放映開始。
- 3月29日 - 『陽あたり良好!』放映開始。
- 4月4日 - 『ことわざハウス』放映開始。
- 4月5日 - 『ウルトラB』放映開始。
- 4月6日 - 『シティーハンター』、『きまぐれオレンジ☆ロード』放映開始。
- 4月7日 - 『げらげらブース物語』、『エスパー魔美』放映開始。
- 4月9日 - 『ガミー・ベアの冒険』放映開始。
- 4月12日 - 『赤い光弾ジリオン』放映開始。
- 6月3日 - 『マシンロボ ぶっちぎりバトルハッカーズ』放映開始。
- 8月7日 - 『SLIPPY DANDY』放映開始。
- 10月1日 - 『ミッドナイトアニメ レモンエンジェル』放映開始。
- 10月2日 - 『おらぁグズラだど』放映開始。
- 10月4日 - 『のらくろクン』放映開始。
- 10月8日 - 『ミスター味っ子』放映開始。
- 10月9日 - 『アニメ三銃士』放映開始。
- 10月10日 - 『アニメ80日間世界一周』放映開始。
- 10月11日 - 『ビックリマン』放映開始。
- 10月13日 - 『仮面の忍者 赤影』、『マンガ日本経済入門』放映開始。
- 10月17日 - 『ついでにとんちんかん』放映開始。
- 10月21日 - 『グリム名作劇場』、『レディレディ!!』放映開始。

OVA

### ゲーム

#### コンピューターゲーム
パソコンゲーム
- 6月21日 - 日本ファルコムがPC88で『イース』を発売。以後の派生シリーズの原点となる。

アーケードゲーム
- アルカノイド - ゲームマシン誌 87年間ベストヒットゲームス25 テーブル型TVゲーム機 第1位
- R-TYPE - ゲームマシン誌 87年間ベストヒットゲームス25 テーブル型TVゲーム機 9位、第1回 ゲーメスト大賞 3位
- 1943 - ゲームマシン誌 87年間ベストヒットゲームス25 テーブル型TVゲーム機 7位、第1回 ゲーメスト大賞 9位
- 麻雀狂時代 - ゲームマシン誌 87年間ベストヒットゲームス25 TV麻雀ゲーム 第1位
- アフターバーナー - ゲームマシン誌 87年間ベストヒットゲームス25 アップライト／コックピット型TVゲーム機 1位、第1回 ゲーメスト大賞 2位
- アウトラン - ゲームマシン誌 87年間ベストヒットゲームス25 アップライト／コックピット型TVゲーム機 第1位、第1回 ゲーメスト大賞 4位
- ダライアス - ゲームマシン誌 87年間ベストヒットゲームス25 アップライト／コックピット型TVゲーム機 3位、第1回 ゲーメスト大賞 1位
- ハイスピード  - ゲームマシン 87年間ベストヒットゲームス25 フリッパー分野 第1位

- 2D対戦型格闘ゲーム『ストリートファイター』（カプコン）
- 体感ゲーム第5弾『アフターバーナー』（セガ、7月20日稼働）
  - 3ヵ月後にはマイナーチェンジ版の「アフターバーナー2」も稼働した。
- 業務用シューティングゲーム『サンダーブレード』（セガ）

テレビゲーム

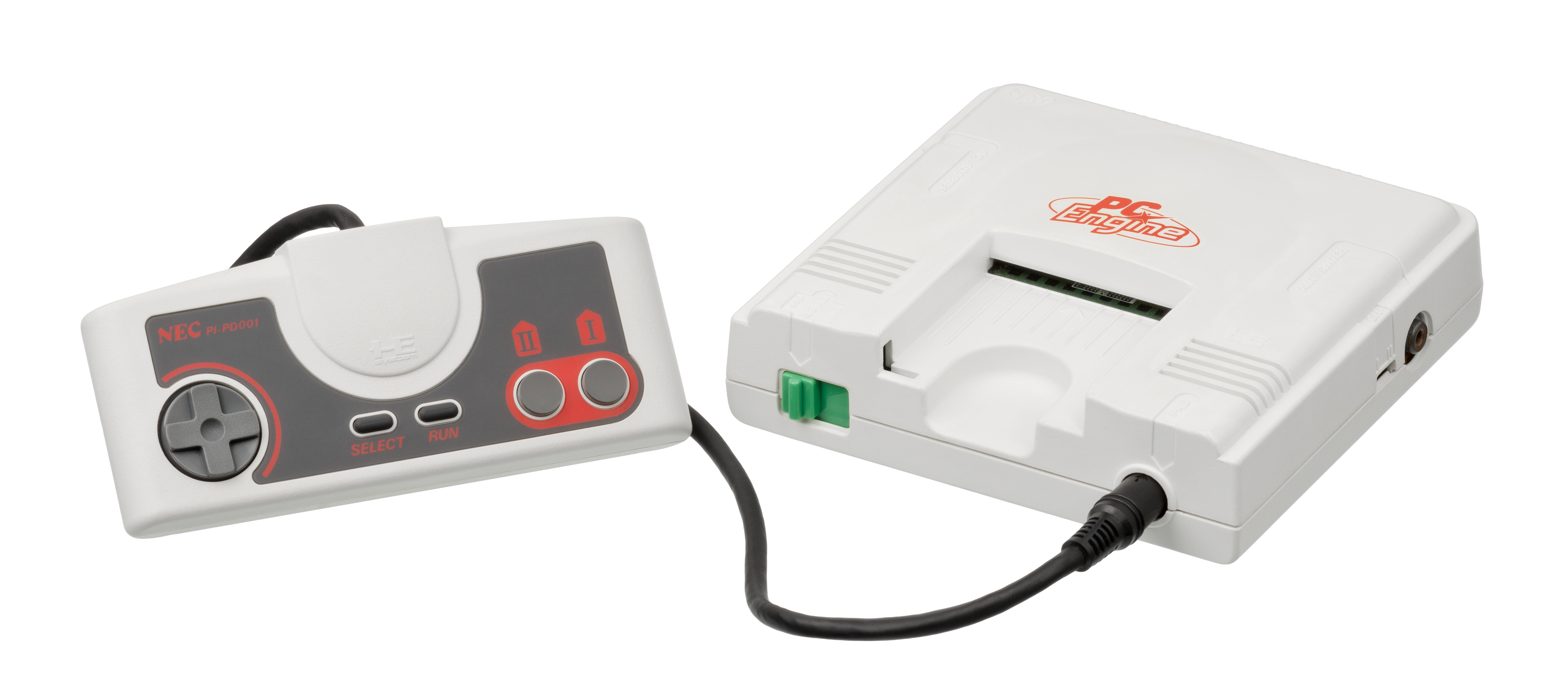
PCエンジン（初代機）

- ドラゴンクエストII 悪霊の神々 1987ファミマガゲーム大賞グランプリ
- ふぁみこんむかし話 新・鬼ヶ島 1987ファミマガゲーム大賞第2位
- 桃太郎伝説 1987ファミマガゲーム大賞第3位

- 1月26日 - エニックスがファミコン用ソフト『ドラゴンクエストII 悪霊の神々』を発売。
- 4月24日 - データイーストがファミコンディスクシステム用ソフト『探偵 神宮寺三郎 新宿中央公園殺人事件』を発売。
- 7月13日 - コナミがMSXで『メタルギア』を発売。
- 8月7日 - ハドソンがファミコン用ソフト『ボンバーキング』を発売。
- 10月18日 - セガがFMサウンドユニットと連射機能ユニットを内蔵させた家庭用ゲーム機「セガ・マークIII」（SG-1000III）のマイナーチェンジ版「マスターシステム」を発売。
- 10月30日 - 日本電気ホームエレクトロニクスがハドソンと共同開発した家庭用ゲーム機「PCエンジン」を発売。
- 12月17日 - カプコンがファミコン用ソフト『ロックマン』を発売。以後の派生シリーズの原点となる。
- 12月18日 - スクウェアがファミコン用ソフト『ファイナルファンタジー』を発売。
- 12月20日 - セガがセガ・マークIII（SG-1000III）/マスターシステム（SG-1000IV）で『ファンタシースター』を発売。

携帯型ゲーム

## スポーツ

### 総合競技大会
- 第42回国民体育大会（海邦国体）

### 各競技

#### 野球
プロ野球
- 後楽園球場がこの年、50年の歴史に幕（翌年完成する東京ドームへ継承）。
- セ・リーグ優勝 読売ジャイアンツ
- パ・リーグ優勝 西武ライオンズ
- 日本シリーズ優勝 西武ライオンズ（4勝2敗）

高校野球
- 春大会 PL学園
- 夏大会 PL学園

#### 相撲
大相撲（幕内最高優勝）
- 初場所 千代の富士貢
- 春場所 北勝海信芳
- 夏場所 大乃国康
- 名古屋場所 千代の富士貢
- 秋場所 北勝海信芳
- 九州場所 千代の富士貢
- 5月場所後に北勝海が第61代横綱、小錦が大関に、9月場所後に大乃国が第62代横綱、旭富士が大関にそれぞれ昇進。

#### プロレス
- プロレス大賞MVP 天龍源一郎（全日本プロレス）
- 世界最強タッグ決定リーグ戦優勝ジャンボ鶴田&谷津嘉章（五輪コンビ）組（1回目）
- 第5回IWGPリーグ戦優勝アントニオ猪木（4回目）（以降、IWGPヘビー級王座としてタイトル化される。）

#### モータースポーツ
- F3000選手権 星野一義
- 富士GC 星野一義
- 全日本スポーツプロトタイプカー耐久選手権 高橋国光
- 全日本ツーリングカー選手権 長坂尚樹
- 全日本ロードレース選手権
  - 500cc 藤原儀彦
  - 250cc 清水雅広

## 誕生
誕生した事に特筆性のある人物等（世襲制の跡継ぎ、絶滅寸前の生物の誕生、等）を記載しています。それ以外については、Category:1987年生を参照してください。

### 1月
- 1月1日 - 石川優実、お菓子系アイドル
- 1月2日 - 水谷妃里、タレント
- 1月2日 - 上林巨人、プロボクサー
- 1月3日 - 石坂晴樹、俳優
- 1月3日 - 麗奈、女優
- 1月3日 - 小神野由佳、グラビアアイドル
- 1月4日 - 栗林さみ、アナウンサー
- 1月5日 - 神咲アンナ、AV女優
- 1月7日 - Erina、グラビアアイドル、アイドルユニット、桜（もも）mint's元メンバー
- 1月8日 - 後藤沙緒里、声優
- 1月9日 - 井上真央、女優
- 1月9日 - 甲斐麻美、元女優
- 1月10日 - 伊藤千晃、AAA
- 1月10日 - 巽真悟、プロ野球選手
- 1月10日 - 佐々木孝介、高校野球指導者
- 1月11日 - 佐藤ひろ美、AV女優
- 1月11日 - 小泉梓、ファッションモデル
- 1月13日 - 大野奨太、プロ野球選手
- 1月14日 - 橋本淳、俳優
- 1月14日 - 井手麻実、青森テレビアナウンサー
- 1月15日 - SIN、プロマジシャン
- 1月16日 - 小町桃子、元グラビアアイドル
- 1月16日 - 菅原さくら、女優
- 1月16日 - 岸敬祐、元プロ野球選手
- 1月17日 - 陽岱鋼、プロ野球選手
- 1月19日 - 金子有希、声優
- 1月21日 - 柴田愛之助、俳優
- 1月21日 - 陣内綾子、陸上競技選手
- 1月21日 - 鈴夏ゆらん、AV女優
- 1月22日 - 仲澤広基、プロ野球選手
- 1月22日 - 原田明絵、アイドル
- 1月22日 - 縞田拓弥、プロ野球選手
- 1月23日 - つばさ、歌手
- 1月24日 - 赤井沙希、モデル、プロレスラー
- 1月24日 - 白山博基、ミュージカル俳優
- 1月25日 - 岩見優輝、プロ野球選手
- 1月26日 - 森ともみ、タレント
- 1月27日 - 岩田慎司、プロ野球選手
- 1月28日 - 富沢恵莉、タレント、声優
- 1月29日 - マリア（伊藤彩華）、歌手
- 1月29日 - 横山可奈子、グラビアアイドル
- 1月29日 - 河原和寿、サッカー選手

### 2月
- 2月1日 - 井澤詩織、声優
- 2月1日 - 鵜久森淳志、元プロ野球選手
- 2月1日 - 庄司龍二、元プロ野球選手
- 2月2日 - 森美咲、AV女優
- 2月4日 - 鮫島良太、騎手、日本中央競馬会
- 2月4日 - 前川美奈、タレント
- 2月5日 - 東海林愛美、女優
- 2月6日 - 市原隼人、俳優
- 2月6日 - 辻元舞、ファッションモデル、女優
- 2月6日 - 福島暢啓、毎日放送アナウンサー
- 2月7日 - 宮下麻衣子、ファッションモデル
- 2月8日 - 小口桃子、ファッションモデル
- 2月9日 - 山岸舞彩、元アナウンサー
- 2月9日 - 戸田れい、グラビアアイドル
- 2月9日 - 山本優希、モデル
- 2月10日 - 石田卓也、俳優
- 2月11日 - 朝倉えりか、タレント
- 2月11日 - 常盤りん、AV女優
- 2月12日 - みうな、元カントリー娘。
- 2月12日 - 紺野ゆり、ファッションモデル
- 2月12日 - 田野アサミ、女優、タレント、BOYSTYLE
- 2月14日 - 加瀬あゆむ、AV女優、ストリッパー
- 2月14日 - 高森奈津美、声優
- 2月14日 - 福永あや、AV女優
- 2月15日 - 浅倉杏美、声優
- 2月15日 - 佐崎愛里、レースクイーン、モデル
- 2月16日 - 香椎由宇、女優
- 2月16日 - 三浦涼介、俳優
- 2月16日 - 谷岡慎一、フジテレビアナウンサー
- 2月17日 - 高田ありさ、バレーボール選手
- 2月17日 - 神山まりあ、ファッションモデル
- 2月17日 - 堀井拓馬、小説家
- 2月18日 - 宝富士大輔、大相撲力士
- 2月19日 - 日野礼香、レースクイーン、モデル
- 2月19日 - MAI、歌手
- 2月20日 - GOLF、歌手（GOLF&MIKE、GYM）
- 2月20日 - 休日課長（絵にならない課長）、indigo la End（元）及びゲスの極み乙女。のベーシスト
- 2月23日 - 高橋徹、元プロ野球選手
- 2月23日 - 梅崎司、サッカー選手
- 2月23日 - 臥牙丸勝、大相撲力士
- 2月24日 - 岩佐真悠子、元タレント
- 2月24日 - 越智千恵子、タレント
- 2月24日 - 津田絵理奈、ファッションモデル
- 2月25日 - 若林優佳、女優
- 2月27日 - 倉本夏希、女優
- 2月28日 - 中川杏奈、グラビアアイドル

### 3月
- 3月2日 - 横山友美佳、バレーボール元女子日本代表選手（+ 2008年）
- 3月3日 - 青山玲子、タレント
- 3月3日 - 華島彩、AV女優
- 3月4日 - 大田明奈（青島あきな）、グラビアアイドル
- 3月4日 - 國保陽平、野球選手
- 3月5日 - 川内優輝、陸上競技選手
- 3月6日 - 松下洸平、俳優、シンガーソングライター、タレント
- 3月7日 - 流田みな実、AV女優
- 3月7日 - 照井春佳、声優
- 3月9日 - 栃煌山雄一郎、大相撲力士
- 3月10日 - 川村えな、タレント
- 3月10日 - 田口万莉、タレント
- 3月10日 - 衣川由衣、AV女優
- 3月11日 - 朝倉ことみ、AV女優
- 3月11日 - 落合佑介、俳優
- 3月11日 - 滝ありさ、グラビアアイドル
- 3月12日 - 登坂広臣、歌手、三代目 J Soul Brothersボーカル
- 3月12日 - 鈴木あきえ、タレント
- 3月13日 - 三浦絵美、ファッションモデル
- 3月13日 - 末延麻裕子、ヴァイオリニスト
- 3月14日 - 西野恵未、キーボーディスト、歌手、女優
- 3月14日 - 豊島修平、声優、俳優
- 3月15日 - 渋谷桃子、女優
- 3月15日 - 美上セリ、AV女優
- 3月17日 - 中山恵里奈、声優
- 3月17日 - 松嶋れいな、AV女優
- 3月19日 - 三輪恵未、元女優
- 3月19日 - 金丸将也、プロ野球選手
- 3月20日 - 遠藤雄弥、俳優
- 3月21日 - 蒼月ひかり、AV女優
- 3月21日 - 高崎紗緒梨、バレーボール選手
- 3月21日 - 星野なつ、AV女優
- 3月24日 - 麻美ゆま、AV女優、タレント
- 3月24日 - 藤田綾、女流棋士
- 3月25日 - 織田信成、フィギュアスケート選手
- 3月26日 - YUI、シンガーソングライター
- 3月27日 - 渡部恵子、声優
- 3月28日 - 田代友里恵、ファッションモデル
- 3月28日 - 豊田拓矢、プロ野球選手
- 3月31日 - 新子景視、マジシャン

### 4月
- 4月1日 - 若葉ひな、AV女優
- 4月2日 - 一ノ瀬あきら、AV女優
- 4月2日 - 寺田哲也、プロ野球選手
- 4月2日 - あべけん太、ダウン症のイケメン
- 4月3日 - 瀬戸山清香、歌手
- 4月3日 - メジロマックイーン、競走馬（+ 2006年）
- 4月4日 - 川上典洋、サッカー選手
- 4月5日 - 小野淳平、元プロ野球選手
- 4月5日 - 山下さえ、ファッションモデル
- 4月6日 - 小越しほみ、モデル、レースクイーン
- 4月7日 - 中川真依、飛込競技選手
- 4月8日 - 鈴木将光、プロ野球選手
- 4月9日 - 新井寛乃、元タレント
- 4月9日 - 藤吉佐緒里、バスケットボール選手
- 4月9日 - Re:NO（Rino）、Aldiousヴォーカリスト、元推定少女
- 4月9日 - 吉田靖直、歌手（トリプルファイヤー）
- 4月10日 - 大津尋葵、俳優
- 4月10日 - 末永仁志、プロ野球選手
- 4月10日 - マービンJr.、お笑いタレント、元大相撲力士
- 4月10日 - 水卜麻美、日本テレビアナウンサー
- 4月10日 - 山岸里紗、女優
- 4月10日 - 六反勇治、サッカー選手
- 4月11日 - 山内秀一、俳優
- 4月11日 - メジロライアン、競走馬
- 4月11日 - 若林稔弥、漫画家
- 4月11日 - 三井淳平、日本人初のレゴ認定プロビルダー
- 4月12日 - 福元洋平、サッカー選手
- 4月12日 - 古田恵、声優
- 4月13日 - 碧井椿、歌手、PINC INC
- 4月13日 - 高橋優太、陸上競技選手
- 4月13日 - 小石博孝、プロ野球選手
- 4月13日 - 赤堀大智、野球選手（元プロ）
- 4月15日 - 小栗杏菜、AV女優
- 4月16日 - 桝木亜子、グラビアアイドル、女優
- 4月17日 - 田沢由哉、プロ野球選手
- 4月18日 - さとう里香、元タレント
- 4月18日 - 伊藤大介、サッカー選手
- 4月19日 - 大崎千聖、陸上競技選手
- 4月19日 - 片山博視、元プロ野球選手
- 4月19日 - 富士東和佳、大相撲力士
- 4月20日 - 稲葉さゆり、女優
- 4月20日 - 角令央奈、自転車競技選手
- 4月21日 - シギ、歌手
- 4月22日 - 朝野久美、北京パラリンピックシッティングバレーボール日本代表（+ 2008年）
- 4月22日 - 今野美里、タレント
- 4月22日 - 児玉裕輔、プロレスラー
- 4月23日 - 栃飛龍幸也、大相撲力士
- 4月24日 - JOSI、non-noモデル
- 4月24日 - 野崎亜里沙、グラビアアイドル
- 4月25日 - 鶴直人、プロ野球選手
- 4月26日 - 石川友紀、女子バレーボール日本代表
- 4月27日 - 鈴木杏、女優
- 4月27日 - 吉田利一、プロ野球選手
- 4月27日 - 増田里絵、野球選手
- 4月27日 - 青木孝太、サッカー選手
- 4月27日 - 宇賀地強、陸上競技選手
- 4月27日 - 小森裕佳、ファッションモデル
- 4月27日 - 海平和、京都放送アナウンサー
- 4月28日 - 加藤智子、元SKE48
- 4月28日 - 加藤政義、元プロ野球選手
- 4月28日 - ひょっこりはん、お笑い芸人
- 4月28日 - 吉田弓美子、プロゴルファー
- 4月29日 - 韓基周、プロ野球選手
- 4月30日 - 大嶋和也、レーシングドライバー
- 4月30日 - 山本綾、声優

### 5月
- 5月1日 - 杉山力裕、サッカー選手
- 5月1日 - 青山華歩、女優
- 5月2日 - 北出菜奈、ロック歌手
- 5月2日 - 酒主義久、フジテレビジョンアナウンサー
- 5月2日 - 上原美優、タレント（+ 2011年）
- 5月3日 - 天川美穂、タレント
- 5月3日 - 横谷繁、サッカー選手
- 5月3日 - 増水亜由未、タレント
- 5月4日 - 黒田としえ、タレント
- 5月5日 - 手塚りえ、グラビアアイドル
- 5月5日 - ほしのみゆ、AV女優
- 5月6日 - 池田裕子、モデル
- 5月7日 - 紺野あさ美、元モーニング娘。、元テレビ東京アナウンサー
- 5月7日 - 林彰洋、サッカー選手
- 5月7日 - 中村美佳、タレント
- 5月7日 - 宮崎寛務、声優
- 5月7日 - 中里美喜、ミュージカル俳優
- 5月8日 - 安藤成子、タレント
- 5月10日 - 吉野舞、元タレント
- 5月11日 - 小池純輝、サッカー選手
- 5月11日 - 槙野智章、サッカー選手
- 5月11日 - 古志安恵、ファッションモデル
- 5月11日 - 佐田の海貴士、大相撲力士
- 5月12日 - 長尾あや、アイドル
- 5月13日 - 黒川芽以、女優
- 5月13日 - 中村優、タレント
- 5月13日 - 三浦奈保子、タレント
- 5月13日 - 鈴木明日香、AV女優
- 5月13日 - 辻美里、女優
- 5月13日 - 鈴木もぐら、お笑い芸人（空気階段）
- 5月14日 - 飯田達郎、ミュージカル俳優
- 5月15日 - 碓井健平、サッカー選手
- 5月15日 - 西山貴浩、競艇選手
- 5月16日 - 栗山麗美、アナウンサー
- 5月16日 - 長崎峻侑、トランポリン競技選手　SASUKE新世代
- 5月17日 - 美優千奈、AV女優
- 5月18日 - 岡本英也、サッカー選手
- 5月19日 - 仲村美香、ファッションモデル
- 5月20日 - 佐藤麻奈、タレント
- 5月20日 - 中村真梨花、女流棋士
- 5月20日 - ハーフナー・マイク、サッカー選手
- 5月20日 - まじかる☆あやか、お笑いタレント
- 5月20日 - 蘭乃はな、元宝塚歌劇団花組トップ娘役
- 5月21日 - 大竹佑季、歌手
- 5月21日 - 岸川聖也、卓球選手
- 5月21日 - 森重真人、サッカー選手
- 5月21日 - 李鍾民、サッカー選手
- 5月22日 - 江口拓也、声優
- 5月22日 - 立花かんな、グラビアアイドル
- 5月23日 - 三田友梨佳、フジテレビアナウンサー
- 5月23日 - 岡田れえな、タレント（+ 2014年）
- 5月24日 - 今井啓介、プロ野球選手
- 5月24日 - 岩井圭也、小説家
- 5月25日 - 角中勝也、プロ野球選手
- 5月25日 - 吉岡さくら、声優
- 5月25日 - JULIA、AV女優
- 5月25日 - 若林理紗、アナウンサー
- 5月28日 - 石井めぐる、女性アイドル
- 5月28日 - 鎌田翔平、空手家
- 5月28日 - 萱沼千穂、声優
- 5月28日 - 渕上舞、声優
- 5月29日 - 谷麻紗美、タレント
- 5月30日 - 上原香代子、歌手（BOYSTYLE）
- 5月30日 - 桑子真帆、NHKアナウンサー
- 5月30日 - 八木菜摘、札幌テレビ放送アナウンサー
- 5月31日 - 春田剛、元プロ野球選手
- 5月31日 - やなぎなぎ、女性シンガーソングライター

### 6月
- 6月1日 - 富田麻帆、女優、歌手
- 6月1日 - 雨宮せつな、AV女優
- 6月1日 - 田中碧、野球選手
- 6月2日 - 黒羽根利規、プロ野球選手
- 6月2日 - 藤田征也、サッカー選手
- 6月2日 - 三枝こころ、ファッションモデル
- 6月3日 - 長澤まさみ、女優
- 6月3日 - 二神一人、元プロ野球選手
- 6月3日 - 相沢晋、プロ野球選手
- 6月4日 - 田中秀和、作曲家（MONACA）
- 6月5日 - 中島めぐみ、関西テレビアナウンサー
- 6月5日 - 小島脩平、プロ野球選手
- 6月6日 - 妹尾友里江、ファッションモデル
- 6月6日 - 夏目佳奈、タレント
- 6月6日 - 津田麻莉奈、SDN48
- 6月7日 - 高麗美菜、グラビアアイドル
- 6月8日 - 長谷川桃、タレント
- 6月8日 - 堤俊輔、サッカー選手
- 6月9日 - 水野祐希、元プロ野球選手
- 6月9日 - 山岸愛梨、気象キャスター、女優、タレント
- 6月11日 - 田中理恵、女子体操選手
- 6月11日 - TiA、シンガーソングライター
- 6月11日 - 山田しょうこ、お笑いタレント（はなしょー）
- 6月11日 - 高堀和也、プロ野球選手
- 6月12日 - 加登脇卓真、プロ野球選手
- 6月12日 - 市川葵、タレント
- 6月12日 - 栗山拓也、声優
- 6月12日 - 高野人母美、プロボクサー、ファッションモデル
- 6月13日 - 加賀美セイラ、女優、歌手、ファッションモデル
- 6月13日 - 菊地瞳[Web 2][Web 3]、声優
- 6月13日 - 西澤代志也、サッカー選手（浦和レッズ）
- 6月15日 - 野上亮磨、プロ野球選手
- 6月15日 - 高橋絵美、ファッションモデル
- 6月16日 - 鮫島彩、サッカー選手
- 6月16日 - 板橋瑠美、ファッションモデル
- 6月17日 - 辻希美、歌手、タレント、元モーニング娘。
- 6月17日 - 津田朱里、歌手
- 6月19日 - 石塚祐輔、スプリンター
- 6月19日 - 田村睦心、声優
- 6月19日 - 三原直樹、サッカー選手
- 6月20日 - 齊藤悠葵、元プロ野球選手
- 6月20日 - 比屋根渉、プロ野球選手
- 6月21日 - 手嶌葵、歌手、声優
- 6月21日 - 田中靖洋、プロ野球選手
- 6月21日 - 草場有輝、ミュージカル俳優、元バレエダンサー
- 6月22日 - 藤田直之、サッカー選手
- 6月23日 - 今井麻夏、声優
- 6月23日 - 多々良敦斗、サッカー選手
- 6月23日 - 前田裕二、実業家、SHOWROOM創業者
- 6月24日 - 朴宗真、サッカー選手
- 6月24日 - 池田夏希、タレント、女優、元グラビアアイドル
- 6月24日 - LiSA、歌手
- 6月24日 - 愛原つばさ、AV女優
- 6月25日 - 岸本早未、歌手
- 6月25日 - 大道広幸、サッカー選手
- 6月25日 - 伊藤隆大、俳優（+ 2009年）
- 6月25日 - 藤ヶ谷太輔、Kis-My-Ft2
- 6月25日 - なもり、漫画家、イラストレーター
- 6月26日 - 五十嵐希、ファッションモデル
- 6月27日 - 柳澤隼、サッカー選手
- 6月28日 - 麻生知史、プロ野球選手
- 6月29日 - 齋藤ヤスカ、俳優
- 6月29日 - 弦巻健人、サッカー選手
- 6月30日 - 武田洋平、サッカー選手
- 6月30日 - 桐畑和繁、サッカー、柏レイソル
- 6月30日 - 高崎愛梨、タレント

### 7月
- 7月1日 - 青木梓、陸上競技選手
- 7月1日 - 奥田実里、野球選手
- 7月2日 - 相ヶ瀬龍史、俳優
- 7月2日 - 山内明日、女優
- 7月2日 - 松田彩香、女優
- 7月2日 - 滝沢麻美、AV女優
- 7月3日 - 原幹恵、タレント、女優、美少女クラブ31
- 7月3日 - 紅葉美緒、俳優
- 7月4日 - 松井絵里奈、タレント
- 7月4日 - 小池由、モデル、女優
- 7月5日 - 江村将也、プロ野球選手
- 7月5日 - 長谷川悠、サッカー選手
- 7月6日 - 雨宮敬、プロ野球選手
- 7月6日 - 中橋耕平、ミュージカル俳優
- 7月7日 - 靍岡賢二郎、元プロ野球選手、野球指導者
- 7月7日 - 渡部博文、サッカー選手
- 7月7日 - 中山昇、サッカー選手
- 7月7日 - 石川沙織、グラビアアイドル
- 7月7日 - 平高奈菜、ボートレーサー
- 7月8日 - 枡田慎太郎、プロ野球選手
- 7月9日 - 川口容資、プロ野球選手
- 7月9日 - やしろ優、お笑いタレント
- 7月9日 - 古川雄大、俳優
- 7月10日 - 松井佑介、プロ野球選手
- 7月10日 - 中原恵司、プロ野球選手
- 7月10日 - 矢崎広、俳優、声優
- 7月10日 - 宇津木めぐみ、フットサル選手
- 7月11日 - 加藤シゲアキ、NEWS
- 7月11日 - 山口俊、プロ野球選手
- 7月11日 - 秋元陽太、サッカー選手
- 7月11日 - 茅原悠紀、ボートレーサー
- 7月13日 - 橋内優也、サッカー選手
- 7月14日 - 京野明日香、AV女優
- 7月14日 - アタック西本、お笑いタレント（ジェラードン）
- 7月14日 - 山室公志郎、プロ野球選手
- 7月15日 - 大儀見優季、サッカー選手
- 7月15日 - 田中順也、サッカー選手
- 7月15日 - 古川秀一、プロ野球選手
- 7月15日 - 星野奈津子、女優
- 7月15日 - 見延和靖、フェンシング選手
- 7月15日 - 吉田夏海、ファッションモデル
- 7月16日 - 恭平、俳優
- 7月16日 - シュウペイ、お笑い芸人（ぺこぱ）
- 7月16日 - 松田まどか、女優
- 7月16日 - Aya、ボーカル、パフォーマー(Dream、E-girlsのメンバー)
- 7月17日 - 笹沼明広、プロ野球選手
- 7月17日 - 羽根田卓也、カヌー競技選手
- 7月18日 - 柴田亮輔、プロ野球選手
- 7月18日 - 真道ゴー、プロボクサー
- 7月19日 - 銀仁朗、プロ野球選手
- 7月19日 - 古賀淳也、競泳選手
- 7月19日 - 高林祐介、陸上競技選手
- 7月20日 - 鯨井康介、俳優
- 7月20日 - 伊藤みき、フリースタイルモーグル・スキー選手
- 7月20日 - Marin.、AV女優
- 7月20日 - 岩尾利弘、プロ野球選手
- 7月20日 - 碇美穂子、野球選手
- 7月21日 - 吉川綾乃、グラビアアイドル
- 7月21日 - 杉山菜摘、タレント
- 7月22日 - 武藤好貴、元プロ野球選手
- 7月23日 - 野々村聡子、野球選手
- 7月23日 - 太田宏介、サッカー選手、元日本代表
- 7月23日 - 國本未華、気象予報士
- 7月24日 - 村上祐基、野球選手
- 7月24日 - かみちぃ、お笑い芸人（ジェラードン）
- 7月26日 - 荒木貴裕、プロ野球選手
- 7月26日 - 金久保順、サッカー選手
- 7月27日 - 秋元梢、ファッションモデル
- 7月27日 - 田中幸夏、野球選手
- 7月27日 - 吉木りさ、タレント、歌手
- 7月28日 - 加藤康起、俳優
- 7月28日 - 山下萌梨、タレント
- 7月28日 - 純恋、ファッションモデル（+ 2009年）
- 7月30日 - 大田原隆太、プロ野球選手
- 7月30日 - 矢澤りえか、声優
- 7月30日 - SEIKIN、YouTuber
- 7月30日 - ねこクラゲ、漫画家、イラストレーター
- 7月31日 - 高瀬友規奈、女優

### 8月
- 8月1日 - 柊瑠美、女優
- 8月2日 - 小山田弘子、タレント
- 8月2日 - 比嘉将太、野球選手
- 8月3日 - 吉岡沙知、声優
- 8月4日 - 山﨑夕貴、フジテレビアナウンサー
- 8月6日 - 平慶翔、俳優
- 8月7日 - 和田新吾、サッカー選手
- 8月9日 - Riena、ファッションモデル
- 8月10日 - 赤﨑千夏[Web 4]、声優
- 8月10日 - 立木聖美、タレント
- 8月11日 - 蒼井翔太（SHOWTA）、声優・歌手・舞台俳優
- 8月11日 - 石田比奈子、元女優
- 8月11日 - 斎藤准一郎、ミュージカル俳優
- 8月11日 - 祖父江大輔、プロ野球選手
- 8月11日 - 内藤圭佑、サッカー選手
- 8月11日 - 三浦旭人、サッカー選手
- 8月12日 - 藤谷周平、プロ野球選手
- 8月14日 - 浅利陽介、俳優
- 8月15日 - 山本千夏、タレント、グラビアアイドル
- 8月15日 - 北谷ゆり、グラビアアイドル
- 8月15日 - 西川拓喜、プロ野球選手
- 8月16日 - 喜多村英梨[Web 5]、声優
- 8月17日 - 関谷彩花、女優
- 8月17日 - 藤川俊介、プロ野球選手
- 8月17日 - 松下建太、プロ野球選手
- 8月18日 - 森廉、俳優
- 8月18日 - れおてぃ、お笑いタレント（かぎしっぽ）
- 8月19日 - 西原亜希、女優
- 8月19日 - 大友さゆり、タレント
- 8月20日 - ジミーMackey、タレント、モデル、元ジャニーズJr.
- 8月20日 - 落合福嗣、タレント
- 8月20日 - 大城基志、野球選手
- 8月20日 - 大立恭平、プロ野球選手
- 8月20日 - 高瀬七海、元AV女優
- 8月23日 - マーキー、元ミュージシャン（HIGH and MIGHTY COLOR）
- 8月23日 - 池田彩、歌手（C-ZONE）
- 8月23日 - 川崎希、元AKB48、実業家
- 8月24日 - 三浦大知、歌手
- 8月24日 - 高江洲拓哉、元プロ野球選手
- 8月24日 - 右手愛美、タレント
- 8月24日 - 山本真希、サッカー選手
- 8月26日 - 伊藤友里、タレント
- 8月26日 - 大河元気、俳優
- 8月27日 - 田上尚樹、俳優
- 8月28日 - 萬谷康平、プロ野球選手
- 8月28日 - 西大伍、サッカー選手
- 8月28日 - 松本憲、サッカー選手
- 8月29日 - 島本里沙、グラビアアイドル
- 8月29日 - 石原莉奈、AV女優
- 8月30日 - 君野ゆめ、AV女優
- 8月31日 - 今津光博、俳優

### 9月
- 9月2日 - 柳田将利、元プロ野球選手
- 9月2日 - 海田智行、プロ野球選手
- 9月3日 - Erie、ボーカル、パフォーマー、DJ (Dream、E-girlsメンバー)
- 9月3日 - 国崎和也、お笑いタレント（ランジャタイ）
- 9月4日 - 佐井祐里奈、元GyaO専属アナウンサー
- 9月5日 - 安士百合野、声優
- 9月5日 - 深江真登、プロ野球選手
- 9月6日 - みなかみ菜緒、声優
- 9月7日 - 林啓介、プロ野球選手
- 9月7日 - 金城しおり、シンガーソングライター
- 9月7日 - 加藤雅美、元SDN48
- 9月8日 - 本仮屋ユイカ、女優
- 9月8日 - Lissa、歌手、推定少女
- 9月8日 - 河村由美、グラビアアイドル
- 9月8日 - 君嶋麻耶、ファッションモデル
- 9月9日 - 井端珠里、女優、歌手
- 9月9日 - ユージ、モデル、タレント
- 9月10日 - 阿井莉沙、女優、歌手
- 9月10日 - 谷村奈南、歌手
- 9月11日 - 大島麻衣、歌手、グラビアアイドル、元AKB48
- 9月11日 - 松本薫、柔道家
- 9月13日 - 茅野愛衣、声優
- 9月13日 - 中上真亜子、モデル
- 9月13日 - 山下まみ、声優
- 9月14日 - 勝田詩織、声優
- 9月14日 - 栗栖エリカ、AV女優
- 9月16日 - 落合陽一、研究者
- 9月17日 - 巽悠衣子、声優
- 9月17日 - 中村アン、モデル・タレント
- 9月18日 - 金丸祐三、陸上競技選手、短距離走
- 9月18日 - 好永貴雄、野球選手
- 9月18日 - 森島康仁、サッカー選手
- 9月18日 - 三田真央、女優
- 9月18日 - 波田野由衣、声優
- 9月18日 - 和田麻里江、バレーボール選手
- 9月18日 - 大森靖子、シンガーソングライター
- 9月19日 - 山本紗也加、歌手、元Dream
- 9月19日 - 深山あすか（川嶋じゅん）、着エロ系グラビアモデル
- 9月19日 - 水原かのん、AV女優
- 9月20日 - 小林美佳、サンフラワー
- 9月20日 - 夏川亜咲、AV女優
- 9月21日 - 長嶋はるか、声優（+ 2021年）
- 9月21日 - ELLY、三代目J Soul Brothers
- 9月22日 - 神崎詩織、女優
- 9月22日 - 滝沢ななえ、バレーボール選手
- 9月23日 - 谷内伸也、歌手、Lead
- 9月24日 - 栁澤貴彦、俳優
- 9月25日 - 桜井真紀、タレント、グラビアアイドル
- 9月25日 - 時東ぁみ、タレント、グラビアアイドル
- 9月26日 - 長崎莉奈、グラビアアイドル、女優
- 9月26日 - 田中樹里、女優
- 9月28日 - 内田翔、競泳選手
- 9月28日 - 土佐卓也、お笑いタレント（土佐兄弟）
- 9月28日 - Eco、AV女優
- 9月28日 - 塚本麻里衣、朝日放送テレビアナウンサー

### 10月
- 10月1日 - 相葉裕樹、俳優
- 10月1日 - 服部安佑香、バレーボール選手
- 10月2日 - 高橋としみ、レースクイーン
- 10月2日 - 海老沢神菜、アイドル（フルーツポンチ）
- 10月4日 - 村川絵梨、BOYSTYLE、女優
- 10月4日 - 榎園実穂、女優
- 10月4日 - 田中亜土夢、サッカー選手
- 10月4日 - 佐々木喜英、俳優
- 10月5日 - 浜中文一、元関西ジャニーズJr.
- 10月5日 - 木村祐志、サッカー選手
- 10月5日 - かほり、294
- 10月5日 - 山本紗衣、ミュージカル俳優
- 10月6日 - 今成亮太、プロ野球選手
- 10月6日 - 菅野結以、モデル
- 10月6日 - 吉見衣世、グラビアアイドル
- 10月6日 - 安田圭佑、プロ野球選手
- 10月7日 - 沢尻アヤカ、AV女優
- 10月8日 - 平野綾、声優
- 10月8日 - ちゃんMARI（福重まり）、ゲスの極み乙女及びCrimson（インディーズバンド）のキーボーディスト
- 10月8日 - 中村優一、俳優
- 10月9日 - 吉田亜沙美、バスケットボール選手
- 10月10日 - ☆ぴょんぴょん☆、アイドル、お笑いタレント
- 10月10日 - 森嵜美穂、声優
- 10月10日 - 若竹竜士、プロ野球選手
- 10月11日 - 加藤迪、ミュージカル俳優
- 10月12日 - 安藤麻里、女子プロボクサー　前ミニフライ級・ライトミニマム級の王者
- 10月12日 - 高雄恵利加、テニス選手
- 10月13日 - 栃ノ心剛、大相撲力士
- 10月13日 - 佐倉希実、イベントコンパニオン、グラビアアイドル
- 10月13日 - ふくだみゆき、映画監督、アニメーション作家
- 10月14日 - 荒川雄太、プロ野球選手
- 10月14日 - 可愛きょうこ、グラビアアイドル
- 10月14日 - 滝裕可里、女優
- 10月14日 - 古川昌希、朝日放送アナウンサー
- 10月14日 - 柳沢彩美、CBCテレビアナウンサー
- 10月14日 - マフィア梶田、フリーライター
- 10月15日 - 阪口夢穂、サッカー選手
- 10月16日 - 川端慎吾、プロ野球選手
- 10月17日 - 高橋秀人、サッカー選手
- 10月18日 - 武裕美、元東海テレビアナウンサー
- 10月18日 - 真知りさ、タレント
- 10月19日 - 木村文乃、女優
- 10月19日 - 高橋明日香、女優、声優、モデル
- 10月20日 - 河合郁人、元A.B.C-Z
- 10月20日 - 戸村健次、プロ野球選手
- 10月20日 - 角一晃、野球選手
- 10月21日 - 中間淳太、アイドル、タレント（WEST.）
- 10月22日 - 小林ユリ、グラビアアイドル
- 10月23日 - 沢井美優、女優
- 10月23日 - 渡辺直美、お笑い芸人
- 10月24日 - 広瀬麻知子、静岡朝日テレビアナウンサー
- 10月25日 - 村中恭兵、プロ野球選手
- 10月25日 - 渡辺志穂、元AKB48
- 10月25日 - 大西正樹、プロ野球選手
- 10月25日 - 中山明日実、バスケットボール選手
- 10月26日 - 今井メロ、スノーボードハーフパイプ選手
- 10月27日 - 青山テルマ、歌手
- 10月29日 - 小川麻琴、元モーニング娘。
- 10月29日 - 黒田有彩 - タレント
- 10月30日 - 阿久津加菜、声優
- 10月30日 - 内山夕実、声優
- 10月31日 - 立澤真明、俳優

### 11月
- 11月1日 - 小鹿美鈴、タレント、グラビアアイドル
- 11月2日 - 上杉弘美、アイドル
- 11月2日 - 永川光浩、プロ野球選手
- 11月3日 - 赤松唯、グラビアアイドル
- 11月3日 - 鈴木咲、タレント、グラビアアイドル
- 11月3日 - 中田亮二、プロ野球選手
- 11月4日 - キローラン裕人、サッカー選手（元東京ヴェルディ1969）
- 11月4日 - 浅倉結希、グラビアアイドル
- 11月4日 - 福田亮太、タレント
- 11月4日 - 笠りつ子、プロゴルファー
- 11月4日 - チャオズ箕輪、プロボクサー
- 11月4日 - wowaka、ミュージシャン、ヒトリエのギターボーカル（+ 2019年[Web 6]）
- 11月5日 - 大和、プロ野球選手
- 11月5日 - 鈴木環那、女流棋士
- 11月6日 - 栗原貴宏、バスケットボール選手
- 11月7日 - 山下達也、サッカー選手
- 11月7日 - 原江里菜、プロゴルファー
- 11月7日 - 佐藤渚、元TBSアナウンサー
- 11月7日 - 十亀剣、プロ野球選手、埼玉西武ライオンズ
- 11月8日 - 高橋メアリージュン、ファッションモデル
- 11月8日 - オカダ・カズチカ、プロレスラー
- 11月8日 - 松本育代、野球選手
- 11月9日 - 村田綾、タレント、アイドル
- 11月10日 - 大屋夏南、ファッションモデル、女優
- 11月10日 - 深津卓也、陸上競技選手
- 11月11日 - 手越祐也、歌手、タレント（元NEWS）
- 11月11日 - 愛星ゆうな、プロレスラー
- 11月12日 - 高良健吾、俳優
- 11月12日 - 松本茜、ジャズピアニスト
- 11月13日 - 松嶋初音、女性タレント
- 11月13日 - 西島尊大、音楽家
- 11月16日 - にしむらまや、声優
- 11月16日 - ダイアナチアキ、ファッションモデル
- 11月17日 - 泉まりん、AV女優
- 11月17日 - 海野裕二、お笑い芸人（ジェラードン）
- 11月17日 - 鈴木崇文、サッカー選手
- 11月19日 - 大澤亜季子、キャスター
- 11月19日 - 横田真人、陸上競技選手
- 11月19日 - 松井雅人、プロ野球選手
- 11月20日 - 池田朋子、女優、声優
- 11月20日 - 藤村鼓乃美[Web 7]、声優
- 11月22日 - 有村智恵、プロゴルファー
- 11月22日 - 松井由貴美、ファッションモデル
- 11月22日 - 池松日佳瑠、ミュージカル俳優
- 11月22日 - 村田玲菜、ファッションモデル
- 11月23日 - さくら奈々、AV女優
- 11月23日 - 塚田拓也、ミュージカル俳優、元京劇俳優
- 11月24日 - 越川詩織、声優
- 11月24日 - 丸山美紀、声優
- 11月24日 - 小野晴香、元SKE48
- 11月25日 - 奥山明日香、元FANTASISTA
- 11月25日 - 依知川りん、ZENT sweeties
- 11月26日 - 秋山里奈、パラリンピック競泳選手
- 11月26日 - 日野紗里亜、政治家（衆議院議員、国民民主党所属）
- 11月27日 - ティアラ、ファッションモデル
- 11月27日 - 芳賀優里亜、ファッションモデル
- 11月27日 - 松井淳、元プロ野球選手
- 11月28日 - 木下達生、プロ野球選手
- 11月28日 - 的場勇人、騎手
- 11月28日 - 蔦絵梨奈、女優
- 11月29日 - 武内久士、プロ野球選手
- 11月30日 - 中村桃子、女流棋士
- 11月30日 - ビッケブランカ、シンガーソングライター

### 12月
- 12月4日 - 荒川美穂、声優、看護師
- 12月4日 - 木下優樹菜、アラジン、Pabo、ファッションモデル、タレント
- 12月4日 - 庄野﨑謙、俳優
- 12月4日 - 平井将生、サッカー選手
- 12月5日 - 原なつみ、女性アイドル
- 12月5日 - 辻内崇伸、元プロ野球選手、野球指導者
- 12月5日 - 金本明博、元プロ野球選手
- 12月5日 - 伊藤博幹、サッカー選手
- 12月7日 - 畠中悠、お笑い芸人（オズワルド）
- 12月9日 - 中嶋あき&中嶋ヒロ、声優、双子
- 12月10日 - 初音みのり、グラビアアイドル、AV女優
- 12月10日 - 亜衣里、スパークリング☆ポイント
- 12月10日 - あすか伊央、AV女優
- 12月11日 - 津留崎優、女性漫画家
- 12月11日 - 颯太、俳優
- 12月12日 - 茉莉花、AV女優
- 12月12日 - 前乃さとみ、AV女優
- 12月12日 - 田上健一、プロ野球選手
- 12月13日 - 加藤貴大、プロ野球選手
- 12月14日 - 相澤寿聡、プロ野球選手
- 12月14日 - 久米田美穂、モデル
- 12月14日 - 河野秀数、元プロ野球選手
- 12月15日 - 柏木陽介、サッカー選手
- 12月15日 - 横井詩織、モデル
- 12月16日 - 金元寿子、声優
- 12月16日 - 白石小百合、元テレビ東京アナウンサー
- 12月17日 - 松本百子、陸上競技選手
- 12月17日 - 染谷俊之、俳優
- 12月18日 - 安藤美姫、フィギュアスケート選手
- 12月18日 - 絢香、歌手
- 12月18日 - 大亀あすか、声優
- 12月18日 - 於保佐代子、タレント
- 12月18日 - 迫田さおり、バレーボール選手
- 12月18日 - 古川雄輝、俳優
- 12月19日 - 清水彩香、声優
- 12月20日 - 大塚豊、元プロ野球選手
- 12月20日 - 安田理大、サッカー選手
- 12月20日 - 沢城千春、声優、俳優
- 12月21日 - 大和貴恵、ミュージカル俳優
- 12月22日 - 足立理、俳優
- 12月22日 - 藍本松、漫画家
- 12月23日 - 倉科カナ、女優、タレント
- 12月23日 - 寺田ちひろ、タレント
- 12月24日 - 大橋未久、AV女優
- 12月25日 - つぼみ、AV女優
- 12月28日 - 岡田唯、元美勇伝
- 12月28日 - 室たつき、俳優、元関西ジャニーズJr.
- 12月28日 - 中代唯、陸上競技選手
- 12月29日 - 上杉桜子、元岡山放送アナウンサー
- 12月29日 - 小林由佳、フリークライマー
- 12月29日 - 西森将司、プロ野球選手